# Силвана Коста де Оливеира
Силвана Коста де Оливеира (енгл. Silvânia Costa de Oliveira, рођена 23. маја 1987) је бразилска параолимпијска атлетичарка са оштећеним видом. Освојила је две златне медаље на Летњим параолимпијским играма. Освојила је златну медаљу у дисциплини Т11 у скоку удаљ за жене на Летњим параолимпијским играма 2016. одржаним у Рио де Жанеиру у Бразилу и на Летњим параолимпијским играма 2020. одржаним у Токију, Јапан.
Њен брат Рикардо Коста де Оливеира освојио је златну медаљу на Летњим параолимпијским играма 2016. у дисциплини Т11 у скоку удаљ за мушкарце.

## Достигнућа
| Година              | Такмичење                 | Место                   | Позиција            | Дисциплина          | Резултат            | Белешка |
| Представљање Бразил | Представљање Бразил       | Представљање Бразил     | Представљање Бразил | Представљање Бразил | Представљање Бразил |         |
| ------------------- | ------------------------- | ----------------------- | ------------------- | ------------------- | ------------------- | ------- |
| 2015.               | Парапанамеричке игре      | Торонто, Канада         | прво место          | Скок у даљ          |                     |         |
| 2016.               | Летње параолимпијске игре | Рио де Женеријо, Бразил | прво место          | Скок у даљ          | 4.98                |         |
| 2021.               | Летње параолимпијске игре | Токијо, Јапан           | прво место          | Скок у даљ          | 5.00                |         |